# 小行星2274
小行星2274（2274 Ehrsson）是一颗绕太阳运转的小行星，为主小行星带小行星。该小行星于1976年3月2日发现。
該小行星以發現者克拉斯-英格瓦·拉格爾科維斯特的朋友艾爾森（Ehrsson）命名。

## 轨道参数
小行星2274的轨道半长轴为2.4075398 UA，离心率为0.232。